# Tagpaptag
Et tagpaptag er et tag bestående af plader lavet af tagpap. Et tagpaptag adskiller sig fra for eksempel et tegltag ved at være fremstillet af et noget tyndere og lettere materiale, som er nemmere at have med at gøre. Et tagpaptag er opbygget i flere lag. Tidligere brugte man en gammeldags slags pap som kerne, men det har man erstattet med en kerne af polyesterfibre, som er med til at sikre, at et tagpaptag har en god styrke og holdbarhed. Udenpå kernen, på begge sider, er der et lag bitumen, der er et bindestof, som er blandet med noget kunstgummi. Denne kunstgummi består ofte af asfalt blandet med syntetisk gummi. 
Alt efter hvilken kvalitet man ønsker, så er det også muligt at få produceret et tagpaptag, med endnu et lag, hvor man får endnu en kerne bestående af polyesterfibre samt to ekstra lag med bitumen blandet med den kunstige gummi. Denne løsning er med til at øge holdbarheden og giver ekstra levetid. I begge tilfælde sluttes der af med at overstrø bitumen- og kunstgummilaget med et lag af stengranulat af naturskifer. Dette gør man for at undgå, at tagpappen klistrer sammen, når det rulles på ruller og for at undgå, at en tagpapplade vil skride i tilfælde af, at et tagpaptag udsættes for høj varme.
Gennem en længere periode fra omkring 1970'erne og 1980'erne frem til for omkring 10 år siden , har det ikke været særlig interessant at anskaffe sig et tagpaptag. Det skyldes, at der i slutningen af 60’erne og op gennem 70’erne var mange mennesker, som mente at de sagtens var i stand til at udføre det arbejde, som det kræver at lægge et tagpaptag. Det var dog ikke altid tilfældet og dette kombineret med en kvalitet i tagpappen, som ikke er i nærheden af den vi ser i dag, så oplevede mange danskere utætte huse på grund af et dårligt lagt tagpaptag samt skader på deres tagpaptag, fordi kvaliteten af tagmaterialerne ikke var god nok.
Siden da er der dog sket meget og i dag er et tagpaptag forbundet med kvalitet og lang holdbarhed. Der er sket en stor udvikling med de materialer som et tagpaptag bygges af Det har gjort, at man i dag kan tilbyde folk et tagpaptag, som kan klare al slags vind og vejr, er næsten umuligt at ødelægge, som kan holde i op til 40 år og som giver mange muligheder, som ikke er mulige med for eksempel et teglstenstag. 
Tagpap er genanvendeligt og kan omdannes til vejbelægning.[kilde mangler]